# Marta Vergara
Marta Vergara (Valparaíso, 2 de enero de 1898 - Santiago de Chile, 1995) fue una escritora, editora, periodista y activista chilena por los derechos de las mujeres y por la «contribución a la cultura femenina del país».

## Trayectoria
Fue una de las fundadoras del Movimiento Pro-Emancipación de las Mujeres de Chile (MEMCh) el 11 de mayo de 1935 junto a las activistas Elena Caffarena,  Felisa Vergara, María Ramírez, Eulogia Román, Domitila Ulloa. Con esta agrupación crearía y editaría entre 1935 y 1941 el periódico La Mujer Nueva, que era el boletín del MEMCh. Además, fue activa en la Comisión Interamericana de Mujeres de la Unión Panamericana (después OEA).
En 1962 publicó Memorias de una mujer irreverente, uno de sus trabajos más conocidos. En él, relata sus vinculaciones con la intelectualidad de la época, las esperanzas que despertó el Frente Popular, su militancia en el Partido Comunista de Chile y luego su distanciamiento, decepcionada por su subordinación al estalinismo y la persecución hacia su esposo, el diputado Marcos Chamúdez. 

## Trabajo periodístico
Como redactora en La Mujer Nueva, escribió particularmente sobre la autonomía de las mujeres, su derecho al aborto, y cómo el tomar control sobre la cantidad de hijos que éstas tenían estaba relacionado con su libertad y autonomía económica. También escribió para el periódico El Cronista de Santiago.

## Obras
- Circunstancias (Santiago: Impr. Sociedad Boletín Comercial Salas & Cia., 1927).
- Memorias de una mujer irreverente (Santiago: Editorial Gabriela Mistral, 1974; Zig-Zag, 1963, 1962).
- Los adioses del caballero amalgamado (Santiago: Ediciones Política-Economía-Cultura, 1966).